# Corydalis speciosa
Corydalis speciosa är en vallmoväxtart som beskrevs av Carl Maximowicz. Corydalis speciosa ingår i släktet nunneörter, och familjen vallmoväxter. Inga underarter finns listade i Catalogue of Life.